# Malindig
Der Malindig, auch Marlanga genannt, ist ein 1157 m potenziell aktiver Stratovulkan auf den Philippinen. Er liegt auf der Insel Marinduque, westlich der Halbinsel Bondoc, hoch aufragend über der Sibuyan-See. Er liegt im Süden der Insel auf dem Gemeindegebiet von Torrijos und Buenavista. Nördlich des Vulkans liegt das Naturschutzgebiet Marinduque Wildlife Sanctuary. Der Name des Berges stammt aus der Sprache Visayan, wird Malindug ausgesprochen und bedeutet „steil und elegant“.
Das Gestein des bewaldeten Vulkans besteht hauptsächlich aus Andesit. Die Haupttätigkeitsphase des Malindig ist nicht bekannt, eine genauere Erforschung des Vulkans steht noch aus. Es befinden sich jedoch heiße Quellen an den westlichen Ausläufern des Malindig.